# 桂沢ダム
桂沢ダム（かつらざわダム）は、北海道三笠市、一級河川・石狩川水系幾春別川に建設されたダムである。
国土交通省北海道開発局が管理する多目的ダム。北海道で初めて建設された多目的ダムであり、戦後の石狩川水系総合開発計画の出発点となったダムでもある。堤高63.6mの重力式コンクリートダムであるが、現在ダムの直下流に桂沢ダム再開発事業として新桂沢ダム（しんかつらざわダム。後述）の建設が進められており、2023年に試験湛水が開始され桂沢ダムは水没した。ダムによって出現した人造湖は桂沢湖（かつらざわこ）と呼ばれる。

## 沿革
石狩川では明治時代より河川開発が行われており、その歴史は1909年（明治42年）に遡る。河川開発の主眼点は治水であったものの、未改修部分は全くの原始的な様相であり大雨が降ればそこから忽ち氾濫する状況であった。一方の利水は、上水道は融雪水の貯留による供給に頼らざるを得ない状況であった。また、幾春別川流域は三笠市や美唄市等石炭の採掘が盛んな地域であり、人口の増加は経年的に多くなりそれに伴う電力不足も次第に顕在化していた。更に泥炭地である石狩川流域は稲作に適し、農地面積も拡大していたが農業用水の供給は溜池に頼っており、満足なものではなかった。
こうした事から石狩川水系の総合的な河川開発の重要性が高まっていた。幾春別川におけるダム計画は既に明治時代末期に水力発電用として現在の桂沢地点が着目されており、1934年（昭和9年）には実地調査が行われ多目的ダムとしての計画に発展するが、太平洋戦争のために具体的な計画着手には至らなかった。戦後1952年（昭和27年）に「第1次北海道総合開発計画」の一環として「石狩川水系総合開発計画」が計画され、その第1弾として「幾春別川・芦別川総合開発事業」が北海道開発庁の現地執行機関・北海道開発局（現・国土交通省北海道開発局石狩川開発建設部）によって進められた。その中心事業として幾春別川に桂沢ダムを、芦別川に芦別ダムを建設して治水と利水を賄おうとした。

## 概要

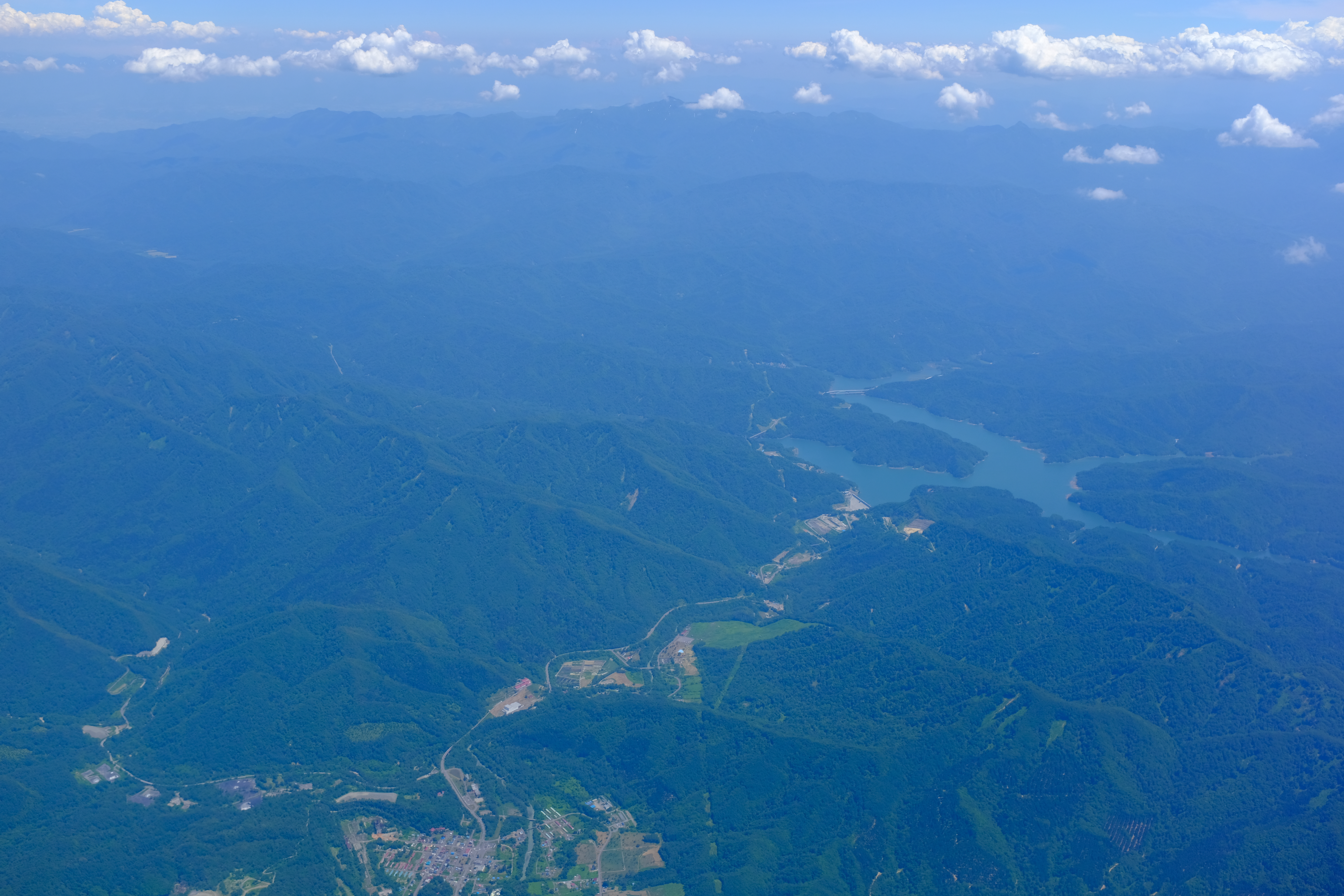
上空から見た桂沢ダム

ダム建設に伴い172世帯の移転という犠牲を伴ったが、1957年（昭和32年）に北海道初の国直轄の多目的ダムとして完成した。ダムの目的は幾春別川・石狩川の洪水調節、美唄原野へのかんがい、三笠市・美唄市・岩見沢市等への上水道供給の他、芦別ダムやキムン取水堰堤によって取水された芦別川の水を芦別湖より芦別水路を通して桂沢ダムへ送水し、認可出力15,000kWの水力発電を行うことである。なお、発電事業は日本発送電の後身となった電源開発株式会社が受け持ち、現在も桂沢発電所を管理している。桂沢ダム建設に伴い建設された桂沢発電所と熊追発電所で最大で合計19,900kWの発電が行われている。
湖上を国道452号が通り、北上すると芦別市方面、南下すると夕張市方面に至る。

## 新桂沢ダム
ダム完成後も石狩川流域は度々水害に見舞われ、特に1975年（昭和50年）の洪水では計画高水量に迫る洪水により流域で破堤や溢水の被害が生じ、さらに1981年（昭和56年）8月には計画高水量を上回る洪水が発生して石狩川本川や支川で破堤する多大な被害を被った。このため治水計画の再検討がなされ、幾春別川流域も新たに『幾春別川総合開発計画』が策定された。右支川・奔別川に三笠ぽんべつダム（重力式コンクリートダム。高さ78.0m）を建設し、下流では幾春別川新水路を開削して美唄川合流点から石狩川合流点まで河川整備を行う計画内容であるが、この中に「桂沢ダム再開発事業」として新桂沢ダムの建設も盛り込まれた。新桂沢ダムは桂沢ダムを12.4m嵩上げし、高さ76.0mのダムとして再開発する計画である。同様の手法での再開発事業は岐阜県の丸山ダムと新丸山ダム（木曽川本川。国土交通省中部地方整備局）が実施中である。三笠ぽんべつダム・幾春別川新水路と連携した治水強化、上水道、発電の他石狩湾新港工業地域への工業用水を供給し、地下水からの依存を脱却させることで間接的に地盤沈下を防ぐ目的を持つ。
一方で公共事業見直しの機運の中で国土交通省は2005年（平成17年）幾春別川総合開発事業の規模縮小方針を固め、これを受けて石狩川開発建設部は2006年（平成18年）に『石狩川水系幾春別川河川整備計画』を策定したが、この中で桂沢ダム再開発事業も内容が改定された。新桂沢ダムについては規模・目的について変更はないが、三笠ぽんべつダムについては大幅な変更が為されている。この計画において三笠ぽんべつダムは多目的ダムから治水ダムへ目的が縮小され、平常時は貯水しない「穴あきダム」となった。ダムの規模も目的の縮小に伴って大幅に変更され、堤高は78.0mから53.0mへと25.0mも低くなり、総貯水容量も26,600,000トンから8,620,000トンへ大幅に縮小された。
これにより今後の幾春別川総合開発事業は特定多目的ダムとしての新桂沢ダムと、洪水調節のみを目的とする治水ダム・三笠ぽんべつダムの2ダム体制で進むこととなった。
2016年8月に着工された新桂沢ダムは2017年11月に定礎式が行われ、2023年11月までに本体打設工事を完了し試験湛水が開始された。翌年2024年（令和6年）3月に完成し、6月に竣工式が行われた。また、新桂沢ダムの建設に伴い電源開発株式会社が管理する桂沢発電所と熊追発電所の更新工事が行われ、2022年4月に熊追発電所が、同5月に新桂沢発電所が営業運転を開始した。更新工事により桂沢発電所（新桂沢発電所）の最大出力は1,800kW増加し16,800kWとなり、熊追発電所の最大出力は4,900kWから5,100kWに増加した。
新桂沢ダムでは国土交通省の直轄工事としてはじめて「同軸嵩上げ」方式が採用され、既存の堤体から11.9mの嵩上げが行われて堤高は75.5mとなり、総貯水量は従来の1.6倍となった。なお、三笠ぽんべつダムを含めた幾春別川総合開発事業全体の完成は2030年を見込んでいる。